# 纳韦斯 (莱里达省)
纳韦斯（西班牙語：Navés）是西班牙加泰罗尼亚莱里达省的一个市镇。 总面积146平方公里，总人口278人（2001年），人口密度2人/平方公里。